# أزمة الكونغو
كانت أزمة الكونغو (بالفرنسية: Crise congolaise) فترة من الاضطراب السياسي والصراع في جمهورية الكونغو (اليوم جمهورية الكونغو الديمقراطية) بين عامي 1960 و1966. بدأت الأزمة على الفور تقريبًا بعد استقلال الكونغو من بلجيكا، وانتهت، بشكل غير رسمي، مع كامل البلاد تحت حكم جوزيف ديزي موبوتو. شكلت أزمة الكونغو سلسلة من الحروب الأهلية التي عصفت بالبلاد، وكانت أيضًا نزاعًا بالوكالة في الحرب الباردة، حيث دعم الاتحاد السوفيتي والولايات المتحدة فصائل متعارضة. يُعتقد أن نحو 100000 شخص قد قُتِلوا خلال الأزمة.
طالبت حركة قومية في الكونغو البلجيكية بإنهاء الحكم الاستعماري: أدى ذلك إلى استقلال البلاد في 30 يونيو 1960. أُجرِيَت استعدادات ضئيلة وبقيت العديد من القضايا، مثل الفيدرالية، والعصبية القبلية، والقومية الإثنية، دون حل. في الأسبوع الأول من يوليو، نشب تمرد في الجيش واندلع عنف بين المدنيين السود والبيض. أرسلت بلجيكا قوات لحماية البيض الفارين. انفصلت كاتانغا وجنوب كاساي بدعم بلجيكي. وسط استمرار الاضطرابات والعنف، بعثت الأمم المتحدة قوات حفظ السلام، لكن الأمين العام للأمم المتحدة، داغ همرشولد، رفض استخدام هذه القوات لمساعدة الحكومة المركزية في ليوبولدفيل لمحاربة الانفصاليين. رد رئيس الوزراء باتريس لومومبا، الزعيم الكاريزمي لأكبر فصيل قومي، بطلب المساعدة من الاتحاد السوفيتي، الذي أرسل على الفور مستشارين عسكريين ودعمًا آخر.
أسفر تدخل السوفيت عن تقسيم الحكومة الكونغولية وأدى إلى طريق مسدود بين لومومبا والرئيس جوزيف كاسا فوبو. أنهى موبوتو، مع قيادته للجيش، هذا المأزق بواسطة انقلاب، وطرد المستشارين السوفيت وشكّل حكومة جديدة بشكل فعال تحت سيطرته. أُسِرَ لومومبا وأُعدِم بعد ذلك في عام 1961. تأسست حكومة منافسة لـ«جمهورية الكونغو الحرة» في مدينة ستانليفيل الشرقية من قبل أنصار لومومبا بقيادة أنطوان جيزينغا. اكتسبت دعمًا سوفيتيًا ولكنها سُحَقت في أوائل عام 1962. في الوقت نفسه، اتخذت الأمم المتحدة موقفًا أكثر عدوانية تجاه الانفصاليين بعد مقتل همرشولد في حادث تحطم طائرة في أواخر عام 1961. بدعم من قوات الأمم المتحدة، هزمت ليوبولدفيل الحركات الانفصالية في كاتانغا وجنوب كاساي بحلول بداية عام 1963.
مع عودة كاتانغا وجنوب كاساي إلى سيطرة الحكومة، اعتُمِد دستور تسوية تصالحي واستُدعي زعيم كاتانغا المنفي، مويز تشومبي، لرئاسة إدارة مؤقتة بينما تُنَظَّم انتخابات جديدة. لكن، قبل التمكن من ذلك، انتشر متشددون مستلهمون من الفكر الماوي أطلقوا على أنفسهم اسم «قوات السيمبا» في شرق البلاد. سيطرت قوات السيمبا على مساحة كبيرة من الأراضي وأعلنوا عن جمهورية شيوعية باسم «جمهورية الكونغو الشعبية» في ستانليفيل. استعادت القوات الحكومية الأراضي تدريجيًا، وفي نوفمبر 1964، تدخلت بلجيكا والولايات المتحدة عسكريًا في ستانليفيل لاستعادة الرهائن من أسر السيمبا. هُزمت قوات السيمبا وانهار التمرد بعد فترة وجيزة. بعد الانتخابات في مارس 1965، تطور جمود سياسي جديد بين تشومبي وكاسا فوبو، ما أدخل الحكومة في حالة شبه شلل. قاد موبوتو انقلابًا ثانيًا في نوفمبر 1965، مع السيطرة على البلاد شخصيًا. تحت حكم موبوتو، تحولت الكونغو (التي أعيدت تسميتها لتصبح زائير في عام 1971) إلى ديكتاتورية استمرت حتى خلعه في عام 1997.

## خلفية

### الحكم البلجيكي

موقع الكونغو البلجيكية (الآن جمهورية الكونغو الديمقراطية) في أفريقيا

بدأ الحكم الاستعماري في الكونغو في أواخر القرن التاسع عشر. حاول ليوبولد الثاني ملك بلجيكا -المحبَط من افتقار بلجيكا للسلطة والهيبة الدولية- إقناع الحكومة البلجيكية بدعم التوسع الاستعماري حول حوض الكونغو الذي لم يكن مستكشفًا إلى حد كبير حينها. أدى تردد الحكومة البلجيكية بشأن الفكرة إلى أن قرر ليوبولد إنشاء مستعمرة على حسابه الخاص. بدعم من عدد من الدول الغربية، التي اعتبرت ليوبولد بمثابة حاجز مفيد بين القوى الاستعمارية المتنافسة، حقق ليوبولد اعترافًا دوليًا لمستعمرة شخصية، وهي دولة الكونغو الحرة، في عام 1885. لكن، بحلول نهاية القرن، أسفر عنف مسؤولي الدولة الحرة ضد الكونغوليين الأصليين ونظام الاستخراج الاقتصادي القاسي عن ضغط دبلوماسي مكثف على بلجيكا للسيطرة الرسمية على البلاد، وهو ما فعلته في عام 1908، ما أدى إلى تأسيس الكونغو البلجيكية.
استند الحكم البلجيكي في الكونغو حول «الثالوث الاستعماري» لمصالح الدولة، والمبشرين، والشركات الخاصة. عنى امتياز المصالح التجارية البلجيكية أن رأس المال كان يتدفق في بعض الأحيان مرة أخرى إلى الكونغو، وأن المناطق المنفردة أصبحت متخصصة. في العديد من المناسبات، أصبحت مصالح الحكومة والمؤسسات الخاصة مرتبطة ارتباطًا وثيقًا، وساعدت الدولة الشركات في كسر الإضرابات ومقاومة الجهود الأخرى التي بذلها السكان الأصليون لتحسين أوضاعهم. قُسِّمَت البلاد إلى تقسيمات فرعية إدارية منظمة هرمية متداخلة، تعمل بشكل موحد وفقًا «لسياسة محلية» محددة، على النقيض من البريطانيين والفرنسيين، الذين فضلوا بشكل عام نظام الحكم غير المباشر حيث احتُفِظَ بالقادة التقليديين في مناصب السلطة تحت الإشراف الاستعماري. كانت هناك أيضًا درجة عالية من العزل العنصري. جاءت أعداد كبيرة من المهاجرين البيض الذين انتقلوا إلى الكونغو بعد نهاية الحرب العالمية الثانية من جميع أنحاء الطيف الاجتماعي، ولكن مع ذلك، كانوا يعاملون دائمًا على أنهم متفوقون على السود.
خلال الأربعينيات والخمسينيات من القرن الماضي، شهدت الكونغو مستوى غير مسبوق من التحضر وبدأت الإدارة الاستعمارية برامج تنمية مختلفة هدفت إلى تحويل الإقليم إلى «مستعمرة نموذجية». كانت إحدى نتائج الإجراءات هي تطوير طبقة وسطى جديدة من «المتطورين» الأفارقة المضفى عليهم طابع أوروبي في المدن. بحلول الخمسينيات من القرن الماضي، كان لدى الكونغو قوة عاملة بأجر ضعف تلك الموجودة في أي مستعمرة أفريقية أخرى. أدت الموارد الطبيعية الغنية للكونغو، بما في ذلك اليورانيوم -معظم اليورانيوم الذي استخدمه البرنامج النووي الأمريكي خلال الحرب العالمية الثانية كان كونغولي الأصل– إلى نشأة اهتمام كبير بالمنطقة من كل من الاتحاد السوفيتي والولايات المتحدة مع تطور الحرب الباردة.

### السياسة والتطرف
تطورت حركة قومية أفريقية في الكونغو البلجيكية خلال خمسينيات القرن الماضي، في المقام الأول بين المتطورين. انقسمت الحركة إلى عدد من الأحزاب والمجموعات التي انقسمت بدورها على نطاق واسع على أساس إثني وجغرافي وكانت تعارض بعضها. كانت أكبرها، الحركة الوطنية الكونغولية (إم إن سي)، منظمة جبهة موحدة مكرسة لتحقيق الاستقلال «في غضون فترة زمنية معقولة». تأسست حول ميثاق وقع عليه، من بين آخرين، باتريس لومومبا، وسيريل أدولا، وجوزيف إليو، لكن آخرين اتهموا الحزب بأنه معتدل للغاية. أصبح لومومبا شخصية بارزة داخل الحزب، وبحلول نهاية عام 1959، زعم الحزب أن لديه 58000 عضو.
كان المنافس الرئيسي للحركة الوطنية الكونغولية هو تحالف الباكونغو (إيه بي إيه كيه أوه)، بقيادة جوزيف كاسا فوبو، الذي دعا إلى أيديولوجية أكثر راديكالية من تلك الخاصة بالحركة الوطنية الكونغولية، استندت إلى دعوات الاستقلال الفوري وتعزيز الهوية الإقليمية. كان موقف تحالف الباكونغو أكثر قومية إثنية من الحركة الوطنية الكونغولية، فجادل بأن شعب الباكونغو يجب أن يديروا الكونغو المستقلة بصفتهم ورثة مملكة الكونغو قبل الاستعمار. كان اتحاد جمعيات قبائل كاتانغا (كيه أوه إن إيه كيه إيه تي)، الذي كان حزبًا محليًا بقيادة مويز تشومبي، هو ثالث أكبر منظمة، وقد دافعت عن الفيدرالية ومثلت في المقام الأول مقاطعة كاتانغا الجنوبية. انضم إليها عدد من الأحزاب الصغيرة التي ظهرت مع تطور الحركة القومية، بما في ذلك حزب التضامن الأفريقي (بي إس إيه) الراديكالي، والفصائل التي مثلت مصالح الجماعات الإثنية الصغيرة مثل تحالف البيانازي (إيه بي إيه زد آي).
على الرغم من أنه كان أكبر الأحزاب القومية الأفريقية، فإن حزب الإم إن سي كان لديه العديد من الفصائل المختلفة داخله التي اتخذت مواقف مختلفة بشأن عدد من القضايا. كان الاستقطاب متزايدًا بين المتطورين المعتدلين والعضوية الأكبر حجمًا والأكثر راديكالية. انشق فصيل متشدد برئاسة إليو وألبرت كالونجي في يوليو 1959، لكنه فشل في إحداث انشقاقات جماهيرية بين الأعضاء الآخرين في الحزب. أصبح الفصيل المنشق معروفًا باسم إم إن سي كالونجي (إم إن سي كيه)، بينما أصبحت مجموعة الأغلبية معروفة بإم إن سي لومومبا (إم إن سي إل) قسم الانشقاق قاعدة داعمي الحزب إلى أولئك الذين بقوا مع لومومبا، بشكل رئيسي في منطقة ستانليفيل في الشمال الشرقي، وأولئك الذين دعموا الإم إن سي كيه، الذي أصبح أكثر شعبية حول مدينة إليزابيثفيل الجنوبية وبين مجموعة لوبا الإثنية. 
اندلعت أعمال شغب كبرى في ليوبولدفيل، العاصمة الكونغولية، في 4 يناير 1959، بعد أن تحولت مظاهرة سياسية لحالة من العنف. استخدمت القوة العامة والدرك الاستعماري والعنف ضد مثيري الشغب؛ فقُتل ما لا يقل عن 49 شخصًا، وقد يكون إجمالي عدد الضحايا قد وصل إلى 500 شخص. توسع نفوذ الأحزاب القومية خارج المدن الرئيسية للمرة الأولى، وأصبحت المظاهرات القومية وأعمال الشغب حدثًا منتظمًا خلال العام التالي، فجلبت أعدادًا كبيرة من السود من خارج طبقة المتطورين إلى حركة الاستقلال. بدأ العديد من السود في اختبار حدود النظام الاستعماري برفض دفع الضرائب أو الالتزام باللوائح الاستعمارية الصغيرة. قُبِضَ على الجزء الأكبر من قيادة تحالف الباكونغو، وترك الإم إن سي في وضع مُؤَاتٍ.
أدت هذه التطورات إلى زيادة تطرف المجتمع الأبيض أيضًا. خطط بعض البيض لمحاولة انقلاب إذا تولت حكومة الأغلبية السوداء السلطة. مع بدء انهيار القانون والنظام، شكل المدنيون البيض مجموعات ميليشيا عرفت باسم «فيلق المتطوعين الأوروبيين» لحراسة أحيائهم. كثيرًا ما هاجمت هذه المليشيات السود.